# Corbeta Abtao (1866)
La corbeta Abtao fue un buque de la Armada de Chile de fines del siglo XIX y principios del siglo XX. Participó activamente en la Guerra del Pacífico.

## Compra
Por ley del 15 de diciembre de 1863, el Congreso Nacional autorizó al Gobierno de Chile gastar hasta 500.000 pesos en el aumento y renovación gradual del material y armamento de la marina militar, en vista a la urgente necesidad que se hallaba el país para afrontar emergencias derivadas de la situación fronteriza vecinal.
Se comisionó al embajador de Chile en Bélgica, Manuel Carvallo, para que buscara uno o dos buques de determinadas características, que sobrepasaran la cantidad autorizada. El embajador encontró un buque inconcluso y encargado por el bando confederado de la Guerra de Secesión de EE. UU., embargado por el Reino Unido. Era la corbeta "Pampero", ex " Cyclone ", construida como CSS Texas, un buque mercante, en los astilleros escoceses de Dennis Brothers, Reino Unido, con casco 104, de acero y madera; bajo contrato secreto con la Confederación, durante la Guerra de la Secesión.
Fue comprada por el contraalmirante Roberto Simpson en Glasgow, Escocia, junto con la corbeta Tornado, durante la Guerra contra España. Para evitar que por mantener su neutralidad, el Reino Unido incautara los buques, y para confundir a los agentes españoles en Europa, se le dio el nombre de Pampero a ambas naves, las que después de estar en abril de 1866 en Alemania reclutando tripulantes, aparecieron meses después en islas Feroe.
Allí se completó la tripulación de uno de los buques, el que se dirigió a Chile, incorporándose a la Escuadra con el nombre de Abtao en noviembre de 1866, nombrándose como su comandante al capitán de fragata Enrique Simpson Baeza. Su nombre conmemora el Combate naval de Abtao, ocurrido al este del canal de Chacao, entre la escuadra española y la escuadra aliada chileno-peruana durante la Guerra Hispano-Sudamericana, el 7 de febrero de 1866.
La corbeta Tornado, también llamada Pampero, debía encontrarse con el vapor británico Greathem Hall, en el cual viajaban marinos extranjeros contratados por el contraalmirante Simpson y a cargo del capitán de navío retirado de la Marina Real Británica, McKillop, cuyo objetivo era tripular una escuadrilla que hostilizaría el comercio español.
El encuentro no se produjo y el vapor Greathem Hall fue capturado por el acorazado británico HMS Caledonia y llevado al puerto de Portland.
El segundo Pampero esperó pacientemente en el punto de encuentro, hasta que la tripulación decidió viajar por su cuenta a Chile, donde podría cobrar los sueldos impagos y las primas ofrecidas por la entrega del buque. Pero, el 22 de agosto de 1866 la fragata española Gerona le dio caza y capturó a la corbeta cuando zarpaba desde el fondeadero de Funchal, a pesar de que había izado bandera británica. Permaneció en la Armada española hasta que fue hundida el 28 de noviembre de 1938, durante la guerra civil española.

## Armamento

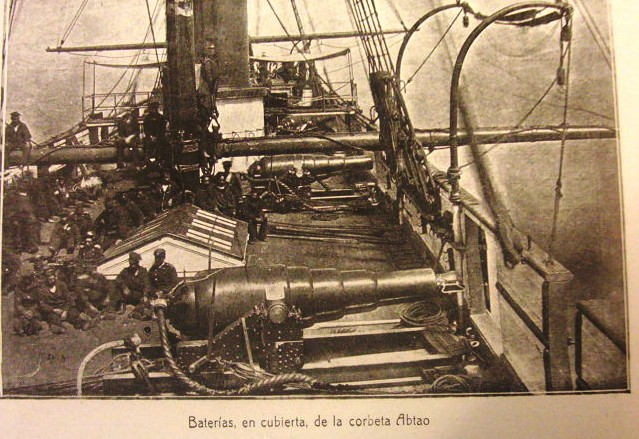
Batería de la Corbeta Abtao.

En 1866 en Valparaíso, se le colocaron 3 cañones de 150 libras en la cubierta, sobre el centro del buque, junto con un cañón Parrott de 20 libras. En la batería llevaba 4 cañones Withworth de 32 libras, 2 por banda.
En septiembre de 1879, el alto mando de Chile decidió retirarle el armamento y dejarlo como transporte. Un cañón de 150 libras fue a artillar al transporte Loa y los demás se sumaron a las baterías del puerto de Caldera.

## Primeros servicios
En 1868 efectuó un viaje de instrucción a Islas Juan Fernández, y labores como transporte. Ese mismo año tomó el mando el capitán de fragata Galvarino Riveros Cárdenas, quien hizo viajes al sur de Chile y luego permaneció de estación en Mejillones para vigilar la línea de fronteras.
El 13 de agosto de 1868 se produjo un gran terremoto en Arica, seguido de un tsunami en el cual se perdió la corbeta peruana América. La Abtao se dirigió a ese puerto llevando ayuda a los damnificados.
En octubre de 1869 se le destinó a Mejillones. Debido al fallecimiento de su comandante, el capitán de corbeta Errázuriz, regresó a Valparaíso el 18 de noviembre al mando interino del teniente 1º Luis Pomar Ávalos. Tomó el mando el capitán de fragata Juan Esteban López Lermada, teniendo como oficial al teniente 1º Juan José Latorre Benavente. Regresó a Mejillones donde permaneció hasta el 24 de marzo de 1870. Ese año se le sometió a reparaciones y se le modificó la artillería.
El 1 de noviembre se le destinó nuevamente a Mejillones, regresando el 23 de febrero de 1871 a Valparaíso. El 20 de marzo de 1871 condujo al Regimiento "Buin" 1 de Línea a Talcahuano, regresando a Mejillones. Allí, con la ayuda de la maestranza de ferrocarril y personal de a bordo, se le cambiaron los tubos a las calderas.
El 20 de noviembre regresó a Mejillones. Allí, el 12 de febrero de 1873 tomó el mando el capitán de corbeta Jorge Montt Álvarez. Regresó a Valparaíso el 29 de marzo de 1873.
Desde 1876, el servicio de la estación de Mejillones se efectuó con la corbeta Abtao y el blindado Blanco Encalada, junto a otras comisiones que desempeñaron en el litoral norte.
En octubre de 1876, la Abtao fue comisionada para efectuar un prolijo reconocimiento de la costa comprendida entre el paralelo 23° S y la Caleta del Cobre, para reunir información de los surgideros que reunieran las condiciones para establecer un puerto, que pudiera comunicarse con el interior del desierto. Estaba al mando del capitán de fragata Francisco Rondizzoni, y en el levantamiento hidrográfico participaron el capitán de corbeta Luis Pomar, el teniente 1º Luis Uribe Orrego y el teniente 1º Álvaro Bianchi Tupper.
Según Oscar Bermúdez Miral embarcaron también a bordo del vapor Abtao los ingenieros Eugenio Plazolles y Macario Sierralta que cumpliendo órdenes del gobierno iban a realizar los trabajos de reconocimiento del litoral norte de Atacama.
Partieron el 21 de octubre de 1876 de Mejillones, llegando a la noche siguiente a Antofagasta. Allí, los ingenieros Sierralta y Plazolles eligieron el antiguo minero Secundino Corvalán, persona conocedora de los terrenos a recorrer para alcanzar al interior del desierto comprendido entre el paralelo 24 -en la época límite fronterizo entre Bolivia y Chile-  y la Caleta de El Cobre, 15 o 16 millas marítimas al Sur del mismo paralelo.  
Siempre según Bermúdez, a medida que la corbeta Abtao seguía más al sur de la Caleta El Cobre, los expedicionarios observaban que la Cordillera se alejaba de la costa y en su lugar una llanura ancha se presentó.
Delante ellos la Caleta de Remiendos y la quebrada de mismo nombre. Los expedicionarios habían encontrado las condiciones requeridas para establecer un puerto  y una comunicación terrestre con el interior del desierto.     
A su regreso a Valparaíso permaneció semi apontonado, sirviendo de sede de la Escuela de Aprendices de Marineros, que a contar del 16 de noviembre de 1876 pasó a denominarse Escuela de Grumetes.
Por ley del 5 de noviembre de 1877 se dispuso la venta en subasta pública del vapor Ancud y la corbeta Abtao, después de haber sido tasados por una comisión al efecto. El vapor Ancud se vendió en 1878, pero no hubo interesados en la Abtao.
El buque fue enviado con ayuda y recursos para los damnificados del terremoto e inundaciones del 9 de mayo de 1877, que afectaron a los puertos de Caldera, Chañaral, Antofagasta, Mejillones, Cobija, Tocopilla, Pabellón de Pica y lugares aledaños. Luego fue enviado a Taltal y a la caleta Blanco Encalada transportando casas de madera y otros objetos de propiedad fiscal, como asimismo, mercaderías de algunos concesionarios de sitios, en las nuevas poblaciones fundadas en esos puertos por el ministro del Interior.

## En la Guerra

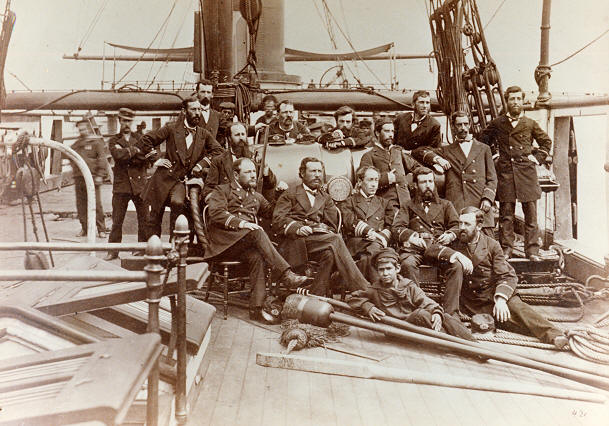
Oficialidad de la Abtao durante la guerra del Pacífico.

En 1878 el buque fue vendido en 18.000 pesos. Al iniciarse la Guerra del Pacífico, se tuvo que deshacer la operación a un costo de 25.000 pesos. Se la refaccionó, sometiendo a la corbeta a las reparaciones más urgentes en el casco y la maquinaria, artillándola con 4 cañones de 150 lbs y 4 de 40 lbs, excelentes cañones comprados en EE. UU.
El 10 de mayo de 1879 fondeó en Iquique uniéndose al bloqueo de ese puerto al mando del capitán de corbeta Carlos Condell. El 11 de mayo tomó el mando de la corbeta el capitán de fragata Manuel Thomson y Condell tomó el mando de la Goleta Covadonga. El 16 de mayo partió en convoy al Callao de acuerdo al plan de ataque a la escuadra peruana concebido por el contraalmirante Juan Williams Rebolledo y en donde sería empleado como brulote.
De regreso a Iquique, el contralmirante Williams se encontró con que se había producido el Combate Naval de Iquique y el Combate Naval de Punta Gruesa, con la pérdida de la corbeta Esmeralda por parte de Chile y del blindado peruano Independencia por parte del Perú.
En junio de 1879, al mando del capitán de fragata Aureliano Sánchez Alvaradejo, formó parte de la división que bloqueó Iquique, junto con el blindado Cochrane, la Magallanes y el carbonero Matías Cousiño.
El 10 de julio, era buscada por el blindado peruano Huáscar para ser hundida, sin tener éxito, porque se encontraba en altamar. Cuando el contraalmirante Williams decidió levantar el bloqueo de Iquique, la Abtao tenía inservibles sus calderas y por ese motivo tuvo que ser remolcada por el vapor Limarí hasta Antofagasta, donde quedó en reparaciones. En esas condiciones se encontraba, cuando la noche del 24 de agosto el monitor Huáscar le lanzó un torpedo Lay, el que falló al cortarse el alambre guía.
El 28 de agosto, el Huáscar entró a Antofagasta con el propósito de cortar el cable submarino, produciéndose el segundo combate naval de Antofagasta.
Después, la Abtao estuvo en mantenimiento por más de un mes, entre septiembre y octubre de 1879, durante el cual se le retiró su artillería para conservarlo solo como transporte, siendo nuevamente comisionada para la campaña de Tarapacá en donde operó como un transporte de tropas.
La corbeta regresó a Pisagua y el 25 de febrero de 1880 zarpó formando parte de la escuadra que protegía el convoy que trasladó al Ejército chileno al puerto peruano de Ilo, donde desembarcó sin resistencia. Después de esta actividad, la Abtao se mantuvo en Ilo en reparaciones a flote y bloqueando este puerto, junto con la goleta Covadonga.
El 27 de noviembre de 1880 zarpó desde Arica un convoy al mando del capitán de fragata Aureliano T. Sánchez, comandante de la Abtao, que transportó 3.400 hombres pertenecientes a la segunda brigada del coronel Francisco Gana a Pisco.
Participó en la Campaña de Lima como buque transporte.
Caído El Callao, la corbeta Abtao fue destinada a la Isla San Lorenzo para custodiar a los prisioneros peruanos que estaban en esa isla y aquellos embarcados en el vapor Inspector.
En septiembre de 1881 fue enviada a Supe.
En 1882 la corbeta se mantuvo en Valparaíso en carena y reparaciones, con dotación reducida.

## Después de la Guerra del Pacífico

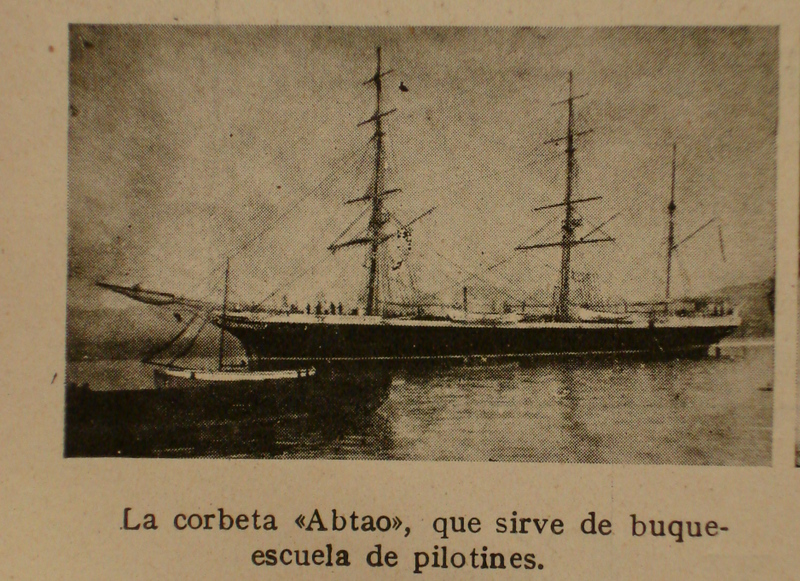
La Abtao como buque de instrucción.

A pesar de que por ley del 8 de noviembre de 1884 se autorizaba la enajenación el buque, no se adjudicó a ningún proponente, porque las ofertas eran muy bajas.
En 1886, al mando del comandante Salamanca, como buque-escuela efectuó un viaje de instrucción con guardiamarinas a Perú, Ecuador, Panamá -perteneciente entonces a Colombia-, Costa Rica, California, Tahití e Isla de Pascua. A su regreso a Valparaíso, fue sometido a reparaciones en la maestranza recién instalada en la barca "Thalaba". Luego, continuó su viaje de instrucción hacia el norte del país.
En 1887 el buque se mantuvo un tiempo en la estación naval en Lota, para evitar que buques procedentes de Argentina, tomaran carbón, debido a una epidemia de cólera que azotaba a puertos de ese país. Luego, se dirigió a El Callao a relevar a la corbeta Chacabuco.
En 1888, al mando de capitán de fragata Arturo Fernández Vial, efectuó un viaje de instrucción al Mar de la China. Al recalar en las Islas Filipinas, la corbeta fue agasajada con gran magnificencia y afecto por las autoridades españolas de Manila. En Japón, donde Chile no tenía representación oficial, el embajador español ofreció sus servicios e interpuso sus influencias para que el comandante fuera recibido por los Ministros del Imperio del Sol Naciente. Regresó a Valparaíso en octubre del mismo año, donde se le efectuaron reparaciones a sus calderas.
En 1890 tomó el mando el capitán de fragata Alberto Silva Palma y el buque efectuó un viaje de instrucción al Mediterráneo. En su itinerario recorrió los canales patagónicos, Punta Arenas, Isla Santa Elena, Isla de Madera, Cádiz, donde encontró como pontón al Tornado, buque que debería haberlo acompañado a Chile durante la Guerra contra España. En ese puerto entró a dique para efectuar reparaciones. Luego siguió a Gilbraltar, Nápoles, Catania, Messina, Palermo, Isla de Malta, San Vicente y recalando a Punta Arenas a principios de enero de 1891, cuando ya se había declarado la guerra civil. La tripulación se unió al bando congresista y el buque fue llevado al norte del país a la región de Atacama.
El 21 de agosto de 1891 participó en el desembarco en Quintero como transporte.
En 1922 fue subastada. Su destino final fue ser desguazada.

## Velocidad
A pesar de ser el buque gemelo del Tornado y ser parecido a la corbeta peruana Unión, nunca pudo desarrollar la velocidad de 13 nudos como si lo hicieron los buques antes mencionados. Esto pudo deberse a defectos de construcción o a que nunca recibió el mantenimiento adecuado.